# Салоникская равнина
Сало́никская равни́на (Солунская низменность), также Енидже-вардарская (яницкая) равнина (греч. Πεδιάδα Θεσσαλονίκης–Γιαννιτσών), Камбания (Кампания, Греческая Кампанья, Καμπανία от лат. campania «поле, равнина»)  — низменность на севере Греции, в периферии Центральная Македония, между городами Верия Науса, Эдеса, Яница и Салоники, у побережья залива Термаикос Эгейского моря, в устье рек Аксьос (Вардар) и Альякмон (Вистрица). Протяжённость равнины с запада на восток составляет около 70 километров, ширина — 65 километров. Самая большая аллювиальная равнина на Балканах.
Равнина расположена в тектоническом прогибе, заполненном преимущественно аллювиальными и морскими отложениями. Огромное количество аллювия, переносимое реками (главным образом, реками Аксьос и Альякмон), вследствие длительного накопления (аккумуляции) в мелком заливе Термаикос образовали обширную аллювиальную равнину.
Образование равнины можно разделить на три временных отрезка. В первом (V век до н. э.) Пелла была приморским городом, Бероя (Верия) располагалась вблизи побережья. Во втором (II—I вв. до н. э.) образовался лиман, соединённый с морем проливом. В третьем (IV—V вв.) пролив исчез и лиман превратился в озеро Яницы. Образовалась река Лудиас. 
Озеро Яницы было осушено в 1928—1932 годах. В 1935 году был построен канал 66 длиной 35,5 километров для отвода стоков реки Могленицас. 
В приморской, низменной части Салоникской равнины расположены посевы зерновых, хлопчатника, на холмистых окраинах — сады и виноградники.
Между реками Лудиас и Аксьос находится историческая область Боттиея.
Часть равнины, которую пересекает Альякмон, в османский период называлась Румлуки.